# 尸羅
尸羅，又音譯為尸怛羅、翅怛羅，意譯為戒，佛教術語，佛教戒律，為波羅密的一種，也是三無漏學之一。

## 釋義
尸羅源自梵語，只要能夠讓人熄滅貪、瞋、痴等三毒，防止為惡，遵行善道，讓身心都能得到安樂的良好行為，都可稱為尸羅。尸羅是一種良好的生活習慣與道德守則，遵行尸羅，斷惡修善，可以讓人得到身心安樂，得到好的果報，並且有助於修行，因此，無論是出家眾或是在家人都應該遵守。

《大毘婆沙論》記載尸羅是戒的四個名字之一，尸羅有十義：清涼、安眠、數習、得定、隧蹬、嚴具、明鏡、階陛、增上、頭首：
|  | 契經說戒，或名尸羅，或名為行，或名為足，或名為篋。 - 言尸羅者，是清涼義，謂惡能令身心熱惱，戒能安適故，曰清涼；又惡能招惡趣熱惱，戒招善趣故，曰清涼。 - 又尸羅者，是安眠義，謂持戒者，得安隱眠，常得善夢故，曰尸羅。 - 又尸羅者，是數習義，常習善法故，曰尸羅。 - 又尸羅者，是得定義，謂持戒者，心易得定故，曰尸羅。 - 又尸羅者，是隧蹬義，如伽他說：佛法池清涼，尸羅為隧蹬，聖浴不濡身，逮彼岸功德。 - 又尸羅者，是嚴具義，有莊嚴具於幼為好，非壯老年；有莊嚴具於壯為好，非幼老年；有莊嚴具於老為好，非幼壯年；尸羅嚴身，三時常好，如伽他說：尸羅嚴身具，幼壯老咸宜，住信慧為珍，福無能盜者。 - 又尸羅者，是明鏡義，如鏡明，淨像現其中，住淨尸羅，無我像現。 - 又尸羅者，是階陛義，如尊者無滅言：我蹈尸羅階，升無上慧殿。 - 又尸羅者，是增上義，佛於三千大千世界有威勢者，皆尸羅力。…… - 又尸羅者，是頭首義，如有頭首，即能見色、聞聲、嗅香、甞味、覺觸、知法，有尸羅者，即能見四聖諦色，聞未曾有名身等聲，嗅三十七覺分花香，甞出家、遠離、三菩提、寂靜味，覺靜慮、解脫、等持、等至觸，知蘊、處、界、自相、共相法，是故尸羅是頭首義。 契經說戒，名為行者，以諸世間說戒名行故，諸世間見持戒者，言彼有行，見破戒者，言彼無行；又淨持戒，是眾行本，能至涅槃故，名為行。 契經說戒，名為足者，能往善趣，至涅槃故，如有足者，能避險惡，至安隱處，有淨戒者，能越惡趣，生天人中，或超生死，到涅槃岸故，名為足。 契經說戒，名為篋者，任持一切功德法故，謂持戒者，任持功德，不令退散，如篋持寶。…… |

八正道中的正語、正業、正命，屬於尸羅。尸羅也是波羅密之一，但是缺少智慧，造成對於戒律的錯誤認知，會形成戒禁取見。

## 分類

### 漢傳佛教
1. 三皈依
2. 五戒：指不殺生、不偷盜、不邪淫、不妄語、不飲酒
3. 八戒
4. 十戒
5. 別解脫戒
6. 菩薩戒

### 上座部佛教
南傳上座部佛教，根據《清淨道論》，將戒分成四種大類，稱四遍淨戒：
1. 別解脫律儀戒
2. 根律儀戒
3. 資具依止戒
4. 活命遍淨戒